# Phanias furcillatus
Phanias furcillatus är en spindelart som först beskrevs av Pickard-Cambridge F. 1901.  Phanias furcillatus ingår i släktet Phanias och familjen hoppspindlar. Inga underarter finns listade i Catalogue of Life.